# 마리오 아도르프
마리오 아도르프(독일어: Mario Adorf, 1930년 9월 8일~)는 독일의 배우, 성우, 작가이다.

## 출연 작품

### 영화
- 잇 쿠드 해브 빈 워스 - 마리오 아도프 (2019년)
- 슈베르트 인 러브 (2016년)
- 더 인벤션 오브 러브 (2013년)
- 피노키오의 모험 (2013년) - 제페토 역
- 더 리노 앤 더 드래곤플라이 (2012년)
- 스롤란 마이러브 (2009년) - 베어 역
- 에리카 래바우: 퍽크 오브 베를린 (2008년)
- 보테로 본 인 메델린 (2008년)
- 로시니 (1997년)
- 브레멘 음악대 (1997년)
- 센스 오브 스노우 (1997년)
- 펠리대 (1994년)
- 아비씨니아 (1993년)
- 공주는 못말려 2 (1992년)
- 공주는 못말려 (1991년)
- 두 모험자들 (1991년)
- 체이스 (1990년)
- 체이스 4 (1989년)
- 프란체스코 (1989년)
- 모모 (1986년) - 니콜라 역
- 되살아난 망령 (1985년)
- 계급 관계 (1984년)
- 시실리 마피아 (1984년)
- 로라 (1981년)
- 사막의 라이온 (1981년)
- 양철북 (1979년)
- 페도라 (1978년)
- 주인공 (1977년)
- 밀라노 칼리브로 9 (1972년)
- 이탈리안 커넥션 (1972년)
- 왕 여왕 불량배 (1972년)
- 레드 텐트 (1971년)
- 작은 인형들의 긴 밤 (1971년)
- 아프리카의 부시우먼 2 (1971년)
- 세이프티 캐치 (1970년)
- 더 스페셜리스트 (1969년) - 디아블로 역
- 수정 깃털의 새 (1969년)
- 애니원 캔 플레이 (1968년)
- 고스트, 이탈리안 스타일 (1967년) - 알프레도 역
- 로자는 바람둥이 (1967년)
- 산 젠나로의 작전 (1966년)
- 이스탄불의 사나이 (1965년)
- 위민 앳 워 (1965년)
- 아이 뉴 허 웰 (1965년)
- 열 개의 인디언 인형 (1965년)
- 던디 소령 (1965년)
- 조르게씨, 당신은 누구신가요? (1961년)
- 경주 (1961년) - 나레이터 목소리 역
- 브레인 워시드 (1960년)
- 더 데이 잇 레인즈 (1959년)
- 걸 로즈마리 (1958년)
- 나이츠, 웬 더 데빌 케임 (1957년)
- 최후의 8월 15일 (1955년)